# Joerij Kryvtsov
Joerij Ivanovytsj Kryvtsov (Oekraïens: Юрій Іванович Кривцов) (Pervomajsk (Mykolajiv)), 7 februari 1979) is een Oekraïens-Frans voormalig wielrenner. Krivtsov reed een groot deel van zijn professionele carrière in Franse loondienst. Sinds 2011 bezit hij dan ook de Franse nationaliteit.
Zijn jongere broer Dmitry is ook professioneel wielrenner.

## Belangrijkste overwinningen
2002
Prix des Blés d'Or
2003
3e etappe deel A Omloop van de Sarthe
2e etappe Ronde van Romandië
5e etappe Ronde van de Toekomst
2004
 Oekraïens kampioen tijdrijden, elite

## Resultaten in voornaamste wedstrijden
| Jaar | Ronde van Italië | Ronde van Frankrijk | Ronde van Spanje |
| ---- | ---------------- | ------------------- | ---------------- |
| 2003 |                  | 85e                 |                  |
| 2004 |                  | 95e                 |                  |
| 2005 |                  | 90e                 |                  |
| 2006 | 114e             |                     |                  |
| 2007 | 71e              |                     | 48e              |
| 2008 | 107e             |                     |                  |
| 2009 | 116e             |                     |                  |
| 2010 | 83e              |                     |                  |
| 2011 | 118e             |                     |                  |
| 2012 |                  | buiten tijd         |                  |

| Jaar | Milaan-San Remo | Ronde van Vlaanderen | Parijs-Roubaix | Amstel Gold Race | Parijs-Tours | Gent-Wevelgem |  | Wereldranglijsten |
| ---- | --------------- | -------------------- | -------------- | ---------------- | ------------ | ------------- |  | ----------------- |
| 2003 |                 |                      | 59e            |                  |              |               |  |                   |
| 2004 | 37e             | 109e                 |                | 79e              | 111e         |               |  |                   |
| 2005 |                 |                      |                |                  | 129e         |               |  |                   |
| 2006 | 45e             |                      |                |                  | 47e          |               |  |                   |
| 2007 | 156e            |                      |                | 126e             | 81e          | 46e           |  | 237e (UPT)        |
| 2008 | 75e             |                      |                | 112e             |              | 48e           |  |                   |
| 2009 | 141e            |                      |                |                  | 82e          |               |  |                   |
| 2010 |                 |                      |                |                  | 143e         |               |  |                   |
| 2011 | 143e            | 123e                 | 99e            |                  | 32e          | 96e           |  |                   |
| 2012 |                 |                      | buit.tijd      |                  |              | 145e          |  |                   |

Wielerploegen van Joeri Krivtsov
Augé (tot 31/10) ·
Bernard ·
Bouvard ·
Brochard ·
Dessel ·
Dumoulin ·
Edaleine ·
Finot ·
Gabrovski ·
Goubert ·
Halgand ·
Krivtsov ·
Laukka ·
Laurent ·
Lefèvre ·
Olivier ·
Roux ·
Seigneur ·
Thibout ·
Boissy (stagiair) ·
Canet (stagiair) ·
D'Ollivier (stagiair) 
Bernard ·
Bourquenoud ·
Bouvard ·
Buffaz ·
Dumoulin ·
Edaleine ·
Finot ·
Goubert ·
Halgand ·
Joly ·
Krivtsov ·
Laurent ·
D. Lefèvre ·
L. Lefèvre ·
Martin ·
Nazon ·
Seigneur ·
Thibout ·
Boiche (stagiair) ·
Dulac (stagiair) ·
Therville (stagiair) 
Agnolutto · 
Astarloza ·
Bergès · 
Brochard ·
Chaurreau ·   
Dumoulin · 
Flickinger ·
Goubert · 
Inaudi ·   
Kirsipuu · 
Krivtsov ·
Laidoun ·
Mondory ·
Nazon · 
Oriol · 
Portal ·
Pütsep · 
Scanlon ·
Turpin · 
Gerrans (stagiair) · 
Pauriol (stagiair) ·
Riblon (stagiair) 
Astarloza ·
Calzati · 
Chaurreau ·  
Deignan ·  
Dessel ·
Dumoulin · 
Flickinger ·
Gerrans · 
Goubert · 
Krivtsov ·
Loubet ·
Mangel · 
Mondory ·
Nazon ·
Oesaw · 
Oriol · 
Portal ·
Pütsep · 
Riblon ·
Scanlon ·
Turpin · 
Vaitkus ·
Mandri (stagiair) ·   
Poulhiès (stagiair) ·
Sonnery (stagiair) 
Arrieta ·
Astarloza ·
Calzati · 
Chaurreau ·  
Deignan ·  
Dessel ·
Dion ·
Dumoulin · 
Dupont ·
Gadret ·
Gerrans · 
Goubert · 
Krivtsov ·
Loubet ·
Mancebo (tot 30/06) ·
Mangel · 
Mondory ·
Moreau ·
Naibo ·
Navas ·
Nazon ·
Oesaw · 
Poulhiès ·
Pütsep · 
Riblon ·
Scanlon ·
Turpin · 
Vaitkus ·
Aulas (stagiair) ·
Ebrard (stagiair) ·
Rousseau (stagiair) · 
Sonnery (stagiair) 
Arrieta ·
Calzati · 
Deignan ·  
Dessel ·
Dion ·
Dumoulin · 
Dupont ·
Elmiger ·
Gadret ·
Gerrans · 
Goubert · 
Krivtsov ·
Loubet ·
Mandri ·
Mangel · 
Mondory ·
Moreau ·
Naibo ·
Navas ·
Nazon ·
Nocentini ·
Oesaw · 
Poulhiès ·
Riblon ·
Rousseau · 
Sonnery ·
Turpin · 
Kangert (stagiair) ·
Moucheraud (stagiair) ·
Sénac (stagiair) 
Arrieta ·
Calzati · 
Deignan ·  
Dessel ·
Dion ·
Dupont ·
Edaleine ·
Elmiger ·
Gadret ·
Goubert · 
Jefimkin · 
Kangert ·
Krivtsov ·
Loubet ·
Mandri ·
Mangel · 
Mondory ·
Nazon ·
Nocentini ·
Oesaw · 
Pineau ·
Pliușchin ·
Poulhiès ·
Riblon ·
Rousseau · 
Sénac ·
Sonnery ·
Turpin · 
Valjavec ·
Vandenbergh · 
Bérard (stagiair) ·
Bonnafond (stagiair) ·
Kadri (stagiair)  
Arrieta ·
Bonnafond ·
Clerc ·
Dessel ·
Dion ·
Dupont ·
Elmiger ·
Gadret ·
Goubert · 
Hinault ·
A. Jefimkin ·
V. Jefimkin · 
Kadri ·
Kangert ·
Krivtsov ·
Loubet ·
Mandri · 
Mondory ·
Nocentini ·
Pineau ·
Pliușchin ·
Poulhiès ·
Riblon ·
Roche ·
Rousseau · 
Sénac ·
Smukulis ·
Sonnery ·
Turpin · 
Valjavec · 
Desriac (stagiair) ·
Gastauer (stagiair) 
Arrieta ·
Bérard ·
Bonnafond ·
Bouet ·
Champion ·
Dessel ·
Dupont ·
Elmiger ·
Gadret ·
Gastauer ·
Goddaert · 
Hinault ·
A. Jefimkin ·
V. Jefimkin · 
Kadri ·
Krivtsov ·
Le Lay ·
Loubet ·
Mandri · 
Mondory ·
Nocentini ·
Ravard ·
Riblon ·
Roche ·
Rousseau · 
Smukulis ·
Turpin · 
Valjavec · 
Bonnin (stagiair) ·
Clarke (stagiair) ·
Teychenne (stagiair) 
Bérard ·
Bonnafond ·
Bouet ·
Champion ·
Cherel ·
Dessel ·
Dupont ·
Elmiger ·
Gadret ·
Gastauer ·
Goddaert · 
Hinault ·
Houanard ·
Kadri ·
Krivtsov ·
Le Lay ·
Lemarchand · 
Loubet ·
Minard ·
Mondory ·
Montaguti ·
Nocentini ·
Péraud ·
Perget ·
Ravard ·
Riblon ·
Roche ·
Domont (stagiair) ·
Martinez (stagiair) · 
Teychenne (stagiair)
Anacona ·
Bertagnolli ·
Boets · 
Bole ·
Bono ·  
Cimolai ·   
Cunego ·
Graziato ·
Hondo ·
Kostjoek ·
D. Kryvtsov ·
J. Krivtsov ·
Kvatsjoek ·
Lloyd ·
Malori ·
Marzano ·
Mori ·
Niemiec ·
Petacchi ·
Pietropolli ·
Possoni ·
Righi ·
Scarponi ·
Sjejdyk ·
Spezialetti ·
Stortoni ·
Ulissi ·
Viganò ·
Cattaneo (stagiair) ·
Viola (stagiair) ·
Wackermann (stagiair)